# Lucie Hrstková
Lucie Hrstková-Pešánová, née le 16 juillet 1981 à Valašské Meziříčí, est une skieuse alpine tchèque. Courant dans les disciplines de vitesse et techniques, elle participe trois fois aux Jeux olympiques, a été deux fois médaillée aux Championnats du monde junior et six fois aux Universiades.

## Palmarès

### Jeux olympiques d'hiver
| Épreuve / Édition      | Descente | Super G | Super combiné |
| JO 1998 Nagano         | 31e      | 35e     | 15e           |
| JO 2002 Salt Lake City |          | 25e     | —             |
| JO 2006 Turin          |          | 36e     | 22e           |

### Championnats du monde
| Épreuve / Édition | Vail/Beaver Creek 1999 | Sankt Anton 2001 | Saint-Moritz 2003 | Bormio 2005 | Åre 2007 | Val d'Isère 2009 |
| Super G           | 29e                    | 38e              |                   | 27e         | 29e      | Disqualifiée     |
| Slalom géant      | 24e                    | 28e              | Abandon           | 25e         | Abandon  | Abandon          |
| Slalom            | Abandon                |                  | Abandon           |             | Abandon  |                  |
| Combiné           |                        |                  |                   | 17e         | 25e      | 20e              |

### Coupe du monde
- Meilleur classement général : 109e en 2002.
- Meilleur résultat : 23e.
- 1 victoire dans une compétition par équipes.

### Championnats du monde junior
- Médaille d'argent du slalom géant en 2001 à Verbier.
- Médaille de bronze du slalom géant en 1998 à Megève.

### Universiades
- Médaille du super G en 2005 à Innsbruck.
- Médaille d'or du combiné en 2005.
- Médaille d'argent de la descente en 2005.
- Médaille de bronze du slalom géant en 2005.
- Médaille de bronze du slalom en 2005.
- Médaille de bronze du super G en 2009 à Harbin.